# Tramtunnel

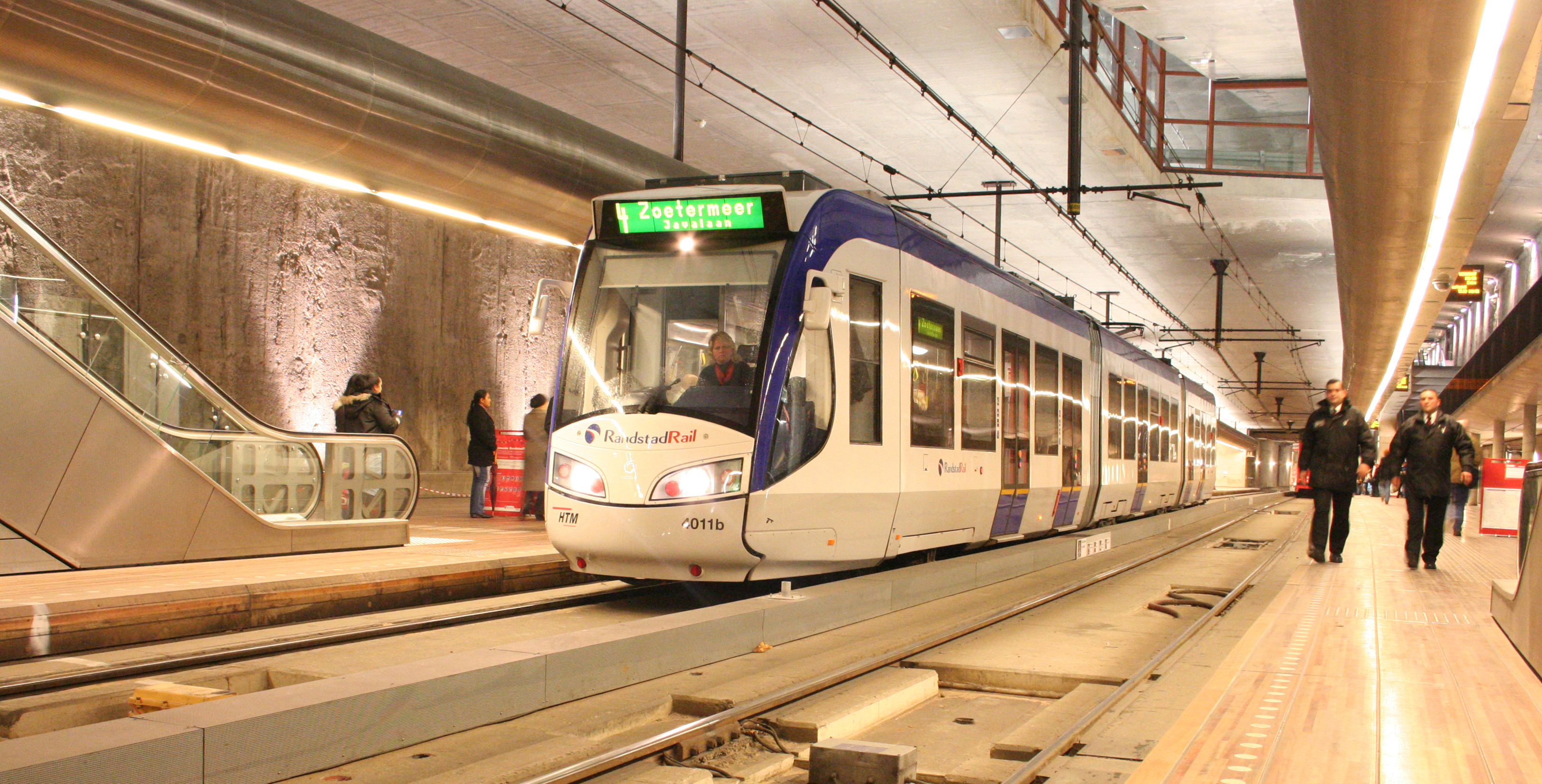
Tramtunnel in Den Haag met een RegioCitadis voor RandstadRail.

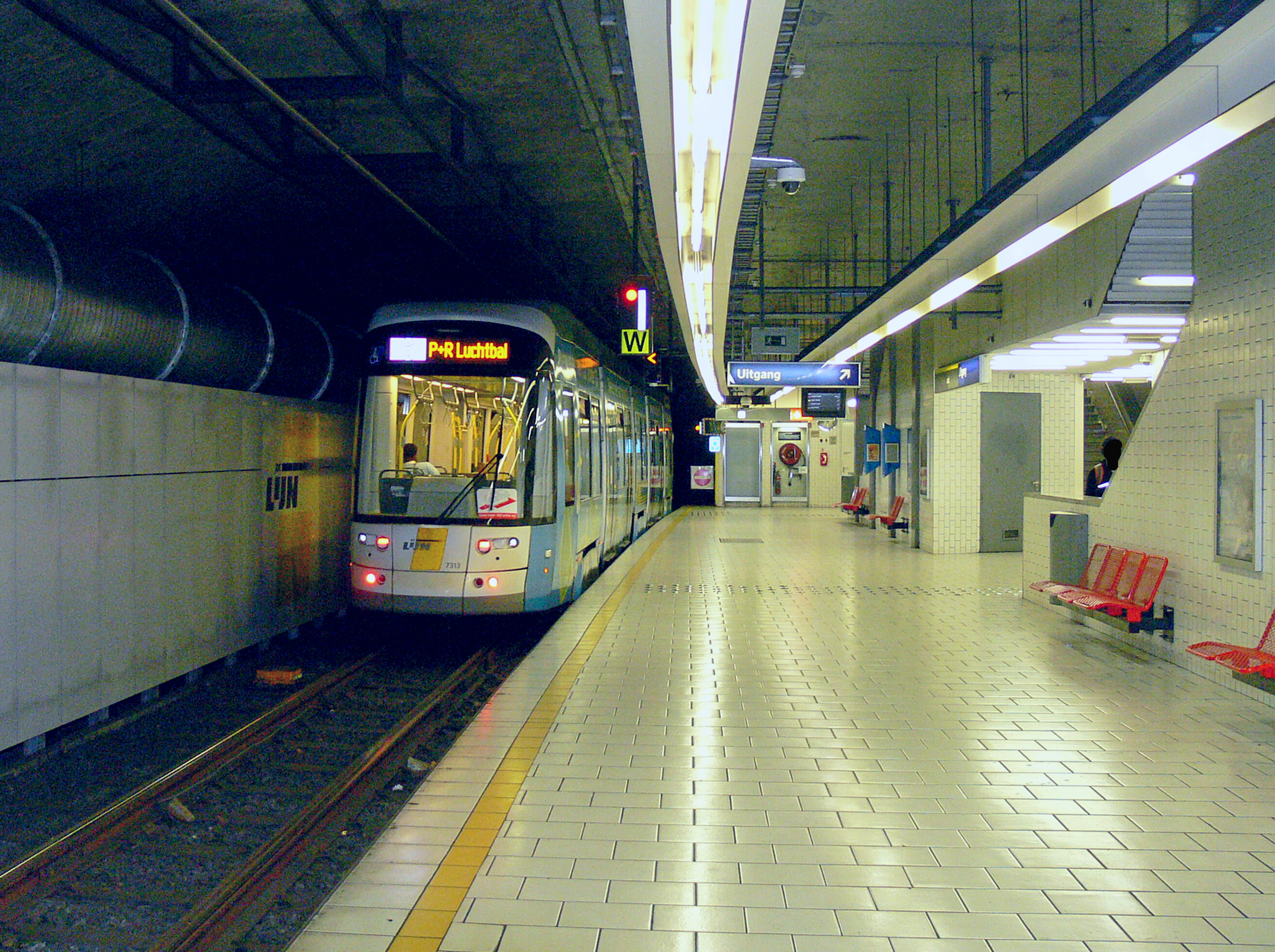
Tramtunnel in Antwerpen met een Albatros.

Een tramtunnel is een tunnel waar trams doorheen rijden. Korte tramtunnels dienen om ongelijkvloerse kruisingen mogelijk te maken met kruisend verkeer en maken veelal deel uit van sneltramtrajecten. Langere tramtunnels maken doorgaans deel uit van een semimetro of premetro-systeem en hebben stations. Bij premetro zijn de tunnels met metrostandaarden gebouwd, maar die worden nog met trams geëxploiteerd.

## België
In Antwerpen, Brussel, en Charleroi bestaat het openbaar vervoer deels uit een premetro, met trams in hiervoor aangelegde tunnels. In Brussel werd de eerste tramtunnel in 1957 geopend. Diverse tunnels volgden, en een gedeelte van het net is later tot volwaardige metro omgebouwd. In Antwerpen werd het eerste tunnelgedeelte op 25 maart 1975 geopend met de stations Opera, Meir en Groenplaats. Vooral in Charleroi zijn veel tunnels aangelegd die nooit in gebruik zijn genomen.
- Zie de artikelen Antwerpse premetro, Brusselse premetro en Métro Léger de Charleroi.

## Nederland
De bekendste tramtunnel van Nederland is de Haagse tramtunnel Het Souterrain, onderdeel van de Haagse semimetro. Deze circa 1250 meter lange tunnel is gebouwd voor trams en het lightrail-project RandstadRail. Tijdens de bouw ontstonden grote problemen, die de tunnel de bijnamen "zwemtunnel" en "Tramtanic" opleverden. De tunnel werd op 16 oktober 2004 geopend door minister Karla Peijs en burgemeester Wim Deetman van Den Haag. Op 1 juli 2010 werd in Leidschendam de Sijtwendetunnel ingebruik genomen. 
In Amsterdam is een tramtunnel aangelegd die deel uitmaakt van de Piet Heintunnel. Deze werd in 2005 in gebruik genomen voor de IJtram (lijn 26) tussen Amsterdam Centraal en IJburg. Een andere tramtunnel, oostelijk van Amsterdam Centraal aangelegd, was eveneens voor de IJtram bedoeld. Deze 160 meter lange tunnel met projectnaam Sneltramtunnel Oostertoegang is circa 1995 aangelegd tijdens spoorverbredingswerkzaamheden omdat hij in de nieuwe situatie alleen nog tegen hoge kosten zou kunnen worden aangelegd. Hij is echter nooit in gebruik genomen.